# Gimme Some Truth. The Ultimate Mixes
| Recensione | Giudizio |
| ---------- | -------- |
| Allmusic   | [ 2 ]    |

Gimme Some Truth. The Ultimate Mixes è una compilation di John Lennon pubblicata nel 2020.

## Descrizione
Venne pubblicata il giorno nel quale sarebbe avvenuta la ricorrenza del suo ottantesimo compleanno.
Ogni traccia è stata remixata dai nastri originali.
La maggior parte dei nastri originali provenienti dagli archivi di Abbey Road e New York furono digitalizzati agli Henson Studios di Los Angeles.
L'album è stato pubblicato in diverse versioni: standard a 19 tracce (1 CD o 2LP), versione da 36 tracce (2 CD o 4 LP), e deluxe con 2 CD aggiuntivi, un Blu-Ray e un libro da 124 pagine.

## Copertina
La copertina dell'album mostra una fotografia in bianco e nero del profilo di Lennon, scattata il giorno nel quale egli restituì l'onorificenza MBE.

## Tracce
- Tutti i brani sono opera di John Lennon, tranne dove indicato diversamente.

### CD 1
1. Instant Karma! (We All Shine On) – 3:22 – singolo, 1970
2. Cold Turkey – 5:01 – singolo, 1969
3. Working Class Hero – 3:47 – John Lennon/Plastic Ono Band, 1970
4. Isolation – 2:52 – John Lennon/Plastic Ono Band, 1970
5. Love – 3:21 – John Lennon/Plastic Ono Band, 1970
6. God – 4:11 – John Lennon/Plastic Ono Band, 1970
7. Power to the People – 3:23 – singolo, 1971
8. Imagine – 3:02 (John Lennon/Yoko Ono) – Imagine, 1971
9. Jealous Guy – 4:10 – Imagine, 1971
10. Gimme Some Truth – 3:15 – Imagine, 1971
11. Oh My Love – 2:43 (Lennon/Ono) – Imagine, 1971
12. How Do You Sleep? – 5:35 – Imagine, 1971
13. Oh Yoko! – 4:16 – Imagine, 1971
14. Angela – 4:05 (Lennon/Ono) – Some Time in New York City, 1972
15. Come Together (live) – 4:17 (Lennon/Paul McCartney) – Live in New York City, 1986 (registrato nel 1972)
16. Mind Games – 4:11 – Mind Games, 1973
17. Out the Blue – 3:21 – Mind Games, 1973
18. I Know (I Know) – 3:50 – Mind Games, 1973

### CD 2
1. Whatever Gets You Thru the Night – 3:27 – Walls and Bridges, 1974
2. Bless You – 4:38 – Walls and Bridges, 1974
3. #9 Dream – 4:46 – Walls and Bridges, 1974
4. Steel and Glass – 4:39 – Walls and Bridges, 1974
5. Stand by Me – 3:31 (Ben E. King, Jerry Leiber, Mike Stoller) – Rock 'n' Roll, 1975
6. Angel Baby – 3:41 (Rosie Hamlin) – Menlove Ave., 1986 (registrato nel 1973)
7. (Just Like) Starting Over – 3:55 – Double Fantasy, 1980
8. I'm Losing You – 3:59 – Double Fantasy, 1980
9. Beautiful Boy (Darling Boy) – 4:02 – Double Fantasy, 1980
10. Watching the Wheels – 3:33 – Double Fantasy, 1980
11. Woman – 3:32 – Double Fantasy, 1980
12. Dear Yoko – 2:34 – Double Fantasy, 1980
13. Every Man Has a Woman Who Loves Him – 3:18 (Ono) – Every Man Has a Woman, 1984  (registrato nel 1980)
14. Nobody Told Me – 3:34 – Milk and Honey, 1984
15. I'm Stepping Out – 4:05 – Milk and Honey, 1984
16. Grow Old with Me – 3:21 – Milk and Honey, 1984
17. Happy Xmas (War Is Over) – 3:33 (Lennon/Ono) – singolo, 1971
18. Give Peace a Chance – 4:54 – singolo, 1969

### Blu-Ray Audio
36 tracce in audio ad alta definizione:
1. HD Stereo Audio Mixes (24 bit/96 kHz)
2. HD 5.1 Surround Sound Mixes (24 bit/96 kHz)
3. HD Dolby Atmos Mixes